# 유한차분법
유한차분법(有限差分法, 영어: finite difference method, FDM)은 유한차분 및 유한차분계수를 이용해 편미분방정식을 근사하는 방법이다.

## 같이 보기
- 무한차분법
- 유한요소법